# دوييزال زابا
دوييزال زابا (بالإنجليزية: Dweezil Zappa)‏ هو عازف بانجو وملحن وعازف بيانو وعازف قيثارة وممثل أمريكي، ولد في 5 سبتمبر 1969 بلوس أنجلوس في الولايات المتحدة.

## وصلات خارجية
- دوييزال زابا على موقع IMDb (الإنجليزية)
- دوييزال زابا على موقع ألو سيني (الفرنسية)
- دوييزال زابا على موقع ميوزك برينز (الإنجليزية)
- دوييزال زابا على موقع أول موفي (الإنجليزية)
- دوييزال زابا على موقع قاعدة بيانات الأفلام السويدية (السويدية)
- دوييزال زابا على موقع إن إن دي بي (الإنجليزية)
- دوييزال زابا على موقع أول ميوزيك (الإنجليزية)
- دوييزال زابا على موقع ديسكوغز (الإنجليزية)
- دوييزال زابا على موقع قاعدة بيانات الفيلم (الإنجليزية)
- دوييزال زابا على موقع كينوبويسك (الروسية)